# Stomachetosella magniporata
Stomachetosella magniporata is een mosdiertjessoort uit de familie van de Stomachetosellidae. De wetenschappelijke naam van de soort is, als Schizoporella magniporata, voor het eerst geldig gepubliceerd in 1906 door Nordgaard.